# برنغ كوتشك (وحدتية)
برنغ كوتشك (بالفارسية: برنگ کوچک) هي قرية تقع في إيران في قسم وحدتية الريفي. يقدر عدد سكانها بـ 0 نسمة بحسب إحصاء 2016.